# Star City (Virgínia Ocidental)
Star City é uma cidade  localizada no estado norte-americano de Virgínia Ocidental, no Condado de Monongalia.

## Demografia
Segundo o censo norte-americano de 2000, a sua população era de 1366 habitantes.
Em 2006, foi estimada uma população de 1399, um aumento de 33 (2.4%).

## Geografia
De acordo com o United States Census Bureau tem uma área de
1,5 km², dos quais 1,3 km² cobertos por terra e 0,2 km² cobertos por água.

## Localidades na vizinhança
O diagrama seguinte representa as localidades num raio de 12 km ao redor de Star City.